# Liste von Sakralbauten in Radom
Die Liste von Sakralbauten in Radom bietet einen Überblick über die stadtgeschichtlich oder architektonisch wichtigsten Sakralbauten der Großstadt Radom in Polen. Während der erste Abschnitt bestehende Gotteshäuser enthält, sind im folgenden Abschnitt Sakralbauten aufgenommen, die heute nicht mehr bestehen.

## Liste der Sakralbauten
| Name                               | Konfession             | Bezirk Lage                   | Beschreibung | Bauzeit    | Bild                               |
| ---------------------------------- | ---------------------- | ----------------------------- | --- | ---------- | ---------------------------------- |
| Św. Wacława                        | römisch-katholisch     | Stare Miasto (Lage)           | Gotische Kirche, 1216 erbaut und 1440 erweitert                                                                    | 1216, 1440 | St. Wacław                         |
| St. Katharina                      | römisch-katholisch     | Innenstadt (Lage)             | Spätgotische Kirche des Bernhardinerklosters                                                                       | 15. Jh.    | St. Katharina                      |
| Kościół ewangelicko-augsburski     | evangelisch-lutherisch | Miasto Kazimierzowskie (Lage) | Barocke Kirche, zeitweise Theater, seit 1830 lutherische Pfarrkirche                                               | 1785       | lutherische Kirche                 |
| Katedra Opieki NMP                 | römisch-katholisch     | Innenstadt (Lage)             | Seit 1992 Kathedrale; dreischiffige, neogotische Basilika, entworfen von Józef Pius Dziekoński                     | 1894–1911  | Kathedrale                         |
| pw. Najświętszego Serca Jezusowego | römisch-katholisch     | Glinice                       | Neobarockes Bauwerk, von Stefan Szyller entworfen, nach dem Weltkrieg vollendet                                    | 1931–1957  | pw. Najświętszego Serca Jezusowego |
| Św. Teresy                         | römisch-katholisch     | Borki                         | Modernistisches Bauwerk, von Władysław Pieńkowski und Stanisław Gałęzowski entworfen, nach dem Weltkrieg vollendet | 1938–1964  | Św. Teresy                         |
| MB Królowej Świata                 | römisch-katholisch     | „Nad Potokiem” (Lage)         | Architekt: Wojciech Gęsiak                                                                                         | 1984–1994  | Matki Bożej Królowej Świata        |
| Św. Rafała Kalinowskiego           | römisch-katholisch     | Ustronie (Lage)               | |            | Św. Rafała Kalinowskiego           |
| Św. Brata Alberta                  | römisch-katholisch     | Prędocinek (Lage)             | |            | Św. Brata Alberta                  |
| MB Częstochowskiej                 | römisch-katholisch     | Kaptur (Lage)                 | Architekt: Mariusz Rodak                                                                                           | 1998–      | MB Częstochowskiej                 |
| MB Królowej Apostołów              | römisch-katholisch     | Ustronie (Lage)               | Architekten: R. Kański, E. Idzikowska-Lech, B. Elżanowski                                                          | 1990er     | MB Królowej Apostołów              |
| Św. Kazimierza                     | römisch-katholisch     | Zamłynie (Lage)               | seit 2003 Basilika                                                                                                 | 1987–1994  | Św. Kazimierza                     |

## Zerstörte Kirchen und Sakralgebäude
| Name     | Konfession   | Bezirk Lage         | Beschreibung                                                      | Bauzeit | Bild                              |
| -------- | ------------ | ------------------- | ----------------------------------------------------------------- | ------- | --------------------------------- |
| Synagoge | israelitisch | Stare Miasto (Lage) | Synagoge, 1844 erbaut und bis 1945 zerstört und später abgetragen | 1844    | Zeichnung der ehemaligen Synagoge |